# الحقبة السحيقة الحديثة
الحقبة السحيقة الحديثة (باللاتينية: Neoarchean)، (بالإغريقية: neo = Νέο = «حديث» - arkhaios = Αρχή = «البداية، المنشأ»)  وهي الحقبة الربعة من الدهر السحيق، ثاني دهور الزمن الجيولوجي. امتدت من 2800 إلى 2500 مليون سنة مضت، لمدة 300 مليون سنة تقريبا. تم تعريف هذه الحقبة زمنياً ولا يُشار إليها بمستوى معين لطبقة صخرية على الأرض.

## الحياة
تطور التركيب الضوئي الأكسجيني خلال هذه الحقبة لأول مرة، أدى إلى وفرة الأكسجين، الذي تفاعل أولاً مع المعادن ثم بعد ذلك تفاعل بشكل حر مع الغازات الدفيئة في الغلاف الجوي، وترك سطح الأرض ينشر طاقته في الفضاء. تعرف هذه باسم كارثة الأكسجين والذي أحدث تراكم الأكسجين السام في الغلاف الجوي خلال الحقبة التالية حقبة الطلائع القديمة وكان مصدره الكائنات الضوئية التغذية التي تطورت في بداية الحقبة السحيقة الحديثة.

## التشكل القاري
خلال هذه الحقبة، تشكلت القارة العظمى كينورلاند منذ حوالي 2,720 مليون سنة.:316